# Panamerikanische Spiele 2011/Leichtathletik – Marathon der Frauen

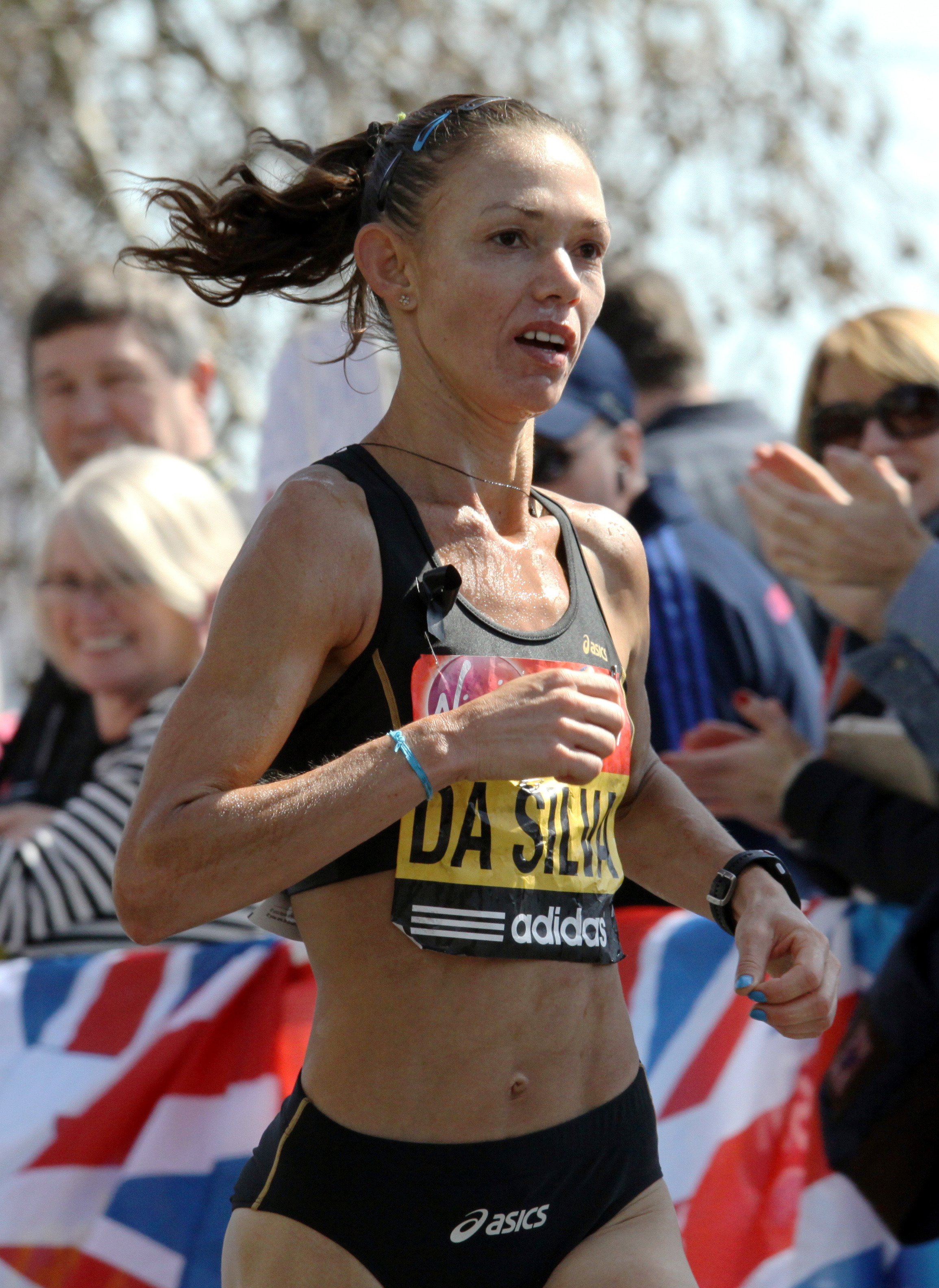
Die Siegerin Adriana Aparecida da Silva (2013)

Der Marathonlauf der Frauen bei den Panamerikanischen Spielen 2011 fand am 23. Oktober in Guadalajara statt.
20 Athletinnen aus 14 Ländern nahmen an dem Wettbewerb teil. Die Goldmedaille gewann Adriana Aparecida da Silva nach 2:36:37 h, was auch ein neuer Rekord der Panamerikanischen Spiele war. Silber ging an Madaí Pérez mit 3:38:03 h und die Bronzemedaille sicherte sich Gladys Tejeda mit 2:42:09 h.

## Rekorde
Vor dem Wettbewerb galten folgende Rekorde:
| Weltrekord        | Paula Radcliffe | 2:15:35 h | London-Marathon, Vereinigtes Königreich     | 14. April 2003 |
| Rekord der Spiele | Érika Olivera   | 2:37:41 h | Panamerikanische Spiele in Winnipeg, Kanada | 25. Juli 1999  |

## Ergebnis
23. Oktober 2011, 16:00 Uhr
| Platz | Athletin                   | Land               | Zeit (h)   |
| ----- | -------------------------- | ------------------ | ---------- |
|       | Adriana Aparecida da Silva | Brasilien          | 2:36:37 PR |
|       | Madaí Pérez                | Mexiko             | 2:38:03    |
|       | Gladys Tejeda              | Peru               | 2:42:09    |
| 4     | Dailín Belmonte            | Kuba               | 2:43:39    |
| 5     | Érika Olivera              | Chile              | 2:44:06    |
| 6     | Paula Apolonio             | Mexiko             | 2:45:03    |
| 7     | Natalia Romero             | Chile              | 2:47:35    |
| 8     | Rosa Chacha                | Ecuador            | 2:48:40    |
| 9     | Jacquelyn Herron           | Vereinigte Staaten | 2:51:29    |
| 10    | Yolimar Pineda             | Venezuela          | 2:51:58    |
| 11    | Yailen Garcia              | Kuba               | 2:57:37    |
| 12    | Gabriela Traña             | Costa Rica         | 3:04:29    |
| 13    | Jemena Misayauri           | Peru               | 3:06:40    |
| 14    | Maria Diaz                 | Puerto Rico        | 3:15:17    |
| 15    | Dina Cruz                  | Guatemala          | 3:22:15    |
|       | Yolanda Fernandez          | Kolumbien          | DNF        |
|       | Michele Chagas             | Bolivien           | DNF        |
|       | Brett Ely                  | Vereinigte Staaten | DNF        |
|       | Vianka Pereira             | Bolivien           | DNF        |
|       | Raquel Maraviglia          | Argentinien        | DNF        |